# Times Square Building

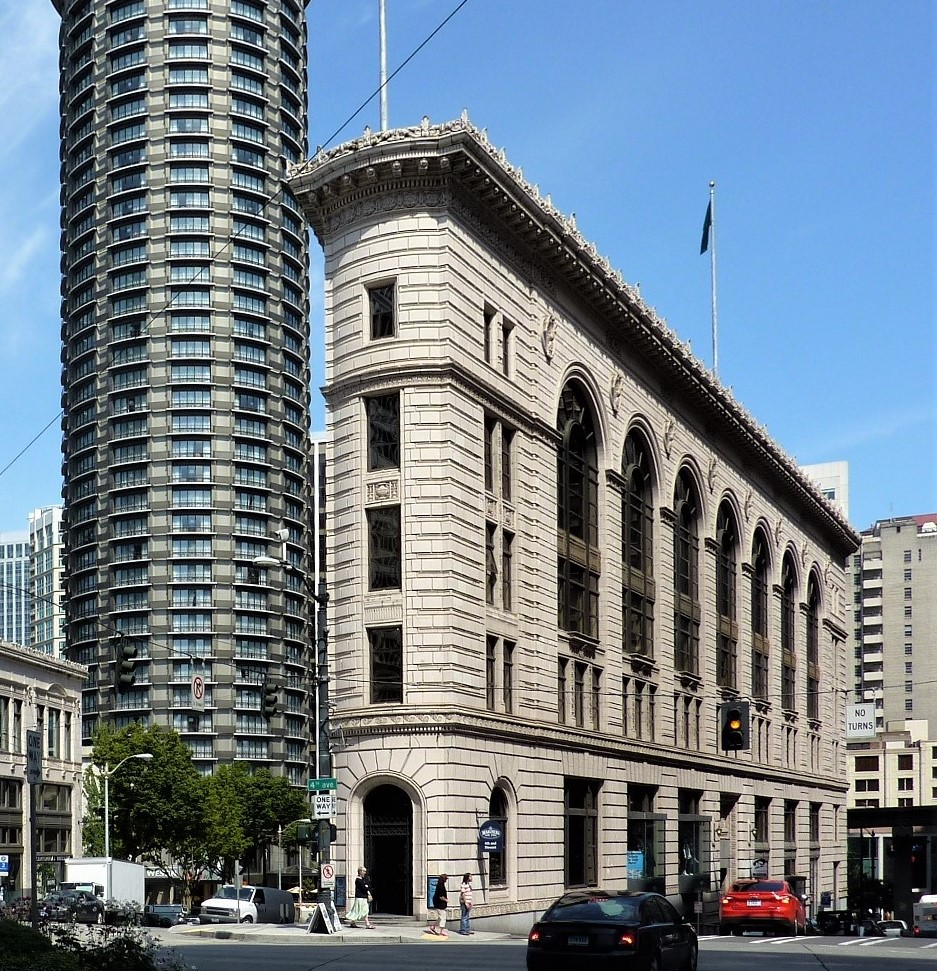
Das Times Square Building in Seattle

Das Times Square Building ist ein historisches Bürogebäude am 414 Olive Way in der Innenstadt von Seattle im US-amerikanischen Bundesstaat Washington. Das Bauwerk ist als nationales historisches Denkmal sowie als Seattle Landmark gelistet.

## Geschichte
Das Times Square Building war nach seiner Erbauung im Jahr 1916 bis 1931 der Sitz der Tageszeitung Seattle Times. Die Zeitung wurde 1896 durch Alden Blethen aufgekauft, als die Publikation eine Auflage von 3.000 Exemplaren täglich hatte. Bis zum Jahr 1915 war die Auflage auf 70.000 Exemplare täglich und 80.000 an Sonntagen angestiegen. Nach einer Reihe von Umzügen des Verlagshauses entschloss sich Blethen 1915, einen neuen Sitz in der Innenstadt von Seattle zu errichten, der für die geschäftlichen, redaktionellen und maschinellen Anforderungen einer Tageszeitung geeignet sein sollte. Der Bau erfolgte nach einem Entwurf der Architekten Charles Bebb und Carl Frelinghuysen Gould im Stil der Beaux-Arts-Architektur und wegen der Beschaffenheit des Grundstücks in Form eines Flatiron Building (deutsch „Bügeleisengebäude“). Die Fundamente und die Betonstruktur des Times Building wurden bereits in Erwartung einer späteren Erweiterung ausgelegt. Bei Bedarf sollten vier weitere Stockwerke hinzugefügt werden können. 
Die angedachte Erweiterung wurde jedoch niemals ausgeführt. 1931 war die Auflage der Zeitung auf 100.000 täglich und 140.000 an Sonntagen angewachsen.
Das Times Square Building wurde für den Betrieb zu klein und stattdessen ein neuer Standort am äußeren nordöstlichen Rand des Stadtzentrums in Form des Seattle Times Building gebaut und der Verlag dorthin verlegt. Seit den 1960er Jahren wird das als Büro- und Geschäftshaus genutzte Bauwerk als Times Square Building bezeichnet. 1983 erfolgte der Eintrag in das nationale Denkmalregister.